# SP-171
La strada SP-171 (denominata ufficialmente di Rodovia Paulo Virgínio e Rodovia Salvador Pacetti, e detta anche Estrada Real) attraversa da nord a sud la microregione di Paraitinga e Paraibuna, Brasile. Ha settanta chilometri di lunghezza, partendo da Guaratinguetá, passando per Cunha e terminando al confine tra San Paolo e Rio de Janeiro, da cui prosegue verso Parati, senza soluzione di continuità, con la classificazione raccordo autostradale RJ-165.